# جبهة المقاومة الوطنية (أفغانستان)
جبهة المقاومة الوطنية في أفغانستان (إن آر إف)، تعرف أيضًا بالمقاومة الثانية، هي تحالف عسكري بين أعضاء التحالف الشمالي السابقين والمقاتلين الآخرين المناهضين لطالبان والذين مايزالون أوفياء لجمهورية أفغانستان الإسلامية، وقد تم تشكيله بعد هجوم طالبان عام 2021، تحت قيادة السياسي الأفغاني والقائد السياسي أحمد مسعود وأول نائب رئيس في أفغانستان أمر الله صالح.
فرضت المجموعة سيطرتها الفعلية على وادي بنجشير، المتاخم إلى حد كبير لإقليم بنجشير، والذي كان اعتبارًا من أغسطس 2021 «المنطقة الوحيدة الخارجة عن سيطرة طالبان». يشكل التحالف المقاومة المنظمة الوحيدة ضد حركة طالبان في البلاد، ويخطط ربما لخوض حرب عصابات مناهضة لطالبان. دعت المقاومة لتشكيل «حكومة شاملة» لأفغانستان؛ ونظام حكم لا مركزي يضمن التوزيع المتساوي للسلطة أفقياً لجميع الشعب الأفغاني، بالإضافة للحداثة والإسلام العقلاني الذي يضمن عيشاً سلمياً بين الأفغان والمجتمع الدولي.
أعلن صالح نفسه رئيسًا لأفغانستان بتاريخ 17 أغسطس 2021 من قاعدة العمليات في وادي بنجشير، مستشهدًا بأحكام من دستور أفغانستان، وقال إنه سيستمر من هناك بالعمليات العسكرية ضد حركة طالبان. صادق مسعود ورئيس الدفاع الأفغاني السابق بسم الله محمدي على ادعاءه بالرئاسة إلى جانب السفارة الأفغانية في طاجكستان وسفيرها محمد ظهير أغبر. ادعت حركة طالبان أنها انتصرت بتاريخ 6 سبتمبر، وسيطرت على الإقليم. من ناحية ثانية، أنكرت الجبهة هذا النصر مصرحةً أنهم مازالوا «ينتشرون في أنحاء الوادي».

## تاريخها
كانت بنجشير منطقة جبلية وقاعدة كبيرة للعمليات للمقاتلين المناهضين للسوفييت ولاحقًا للتحالف الشمالي الأصلي. كانت مسقط رأس قائد التحالف الشمالي والمناهض للسوفييت أحمد شاه مسعود. يُنظر إلى أحمد مسعود، ابن أحمد شاه مسعود، على نطاق واسع بأنه خليفته.
في يوليو 2021، خلال هجوم طالبان، بدأ من بقي من التحالف الشمالي يحتشدون تحت غطاء سمي بالمقاومة الثانية.
أعلنت الجبهة في 9 سبتمبر أنه سيتم تشكيل حكومة موازية ردًا على تشكيل حركة طالبان لحكومتها في كابول.

### الاتحاد في بنجشير
بعد سقوط كابول، تحركت القوات المناهضة لطالبان، بما في ذلك صالح نائب الرئيس إلى داخل وادي بنجشير، وهو المنطقة الوحيدة في أفغانستان غير الخاضعة لسيطرة طالبان، من أجل تشكيل جبهة مقاومة جديدة.
كان وادي بنجشير اعتبارًا من 17 أغسطس – بحسب أحد المراقبين- «تحت الحصار من جميع الجهات» لكنه لم يتعرض للهجوم بشكل مباشر. كتب أحمد مسعود في مقال لصحيفة واشنطن بوست بتاريخ 18 أغسطس 2021، يدعو فيه باقي العالم لمساعدتهم، حيث اعترف أن الذخيرة والإمدادات سوف تنفذ ما لم يتم توفير الإمدادات لبنجشير. أعرب مسعود عن رغبته في التفاوض مع طالبان. قال علي ميسم نظاري، المتحدث باسم المقاومة، إن حركة طالبان أُنهكت بعد أن فرضت سيطرتها على كابول.
بدأ جنود سابقون من العرق الطاجيكي في الجيش الوطني الأفغاني بتاريخ 17 أغسطس 2021 بالوصول إلى وادي بنجشير، مع الدبابات وناقلات الجند لدعم المقاومة. أعادوا التجمع في منطقة أنداراب، في ولاية بغلان، بعد هروبهم من قندوز، بنغلاديش، وتخار وبغلان قبل انتقالهم إلى بنجشير الآمنة.

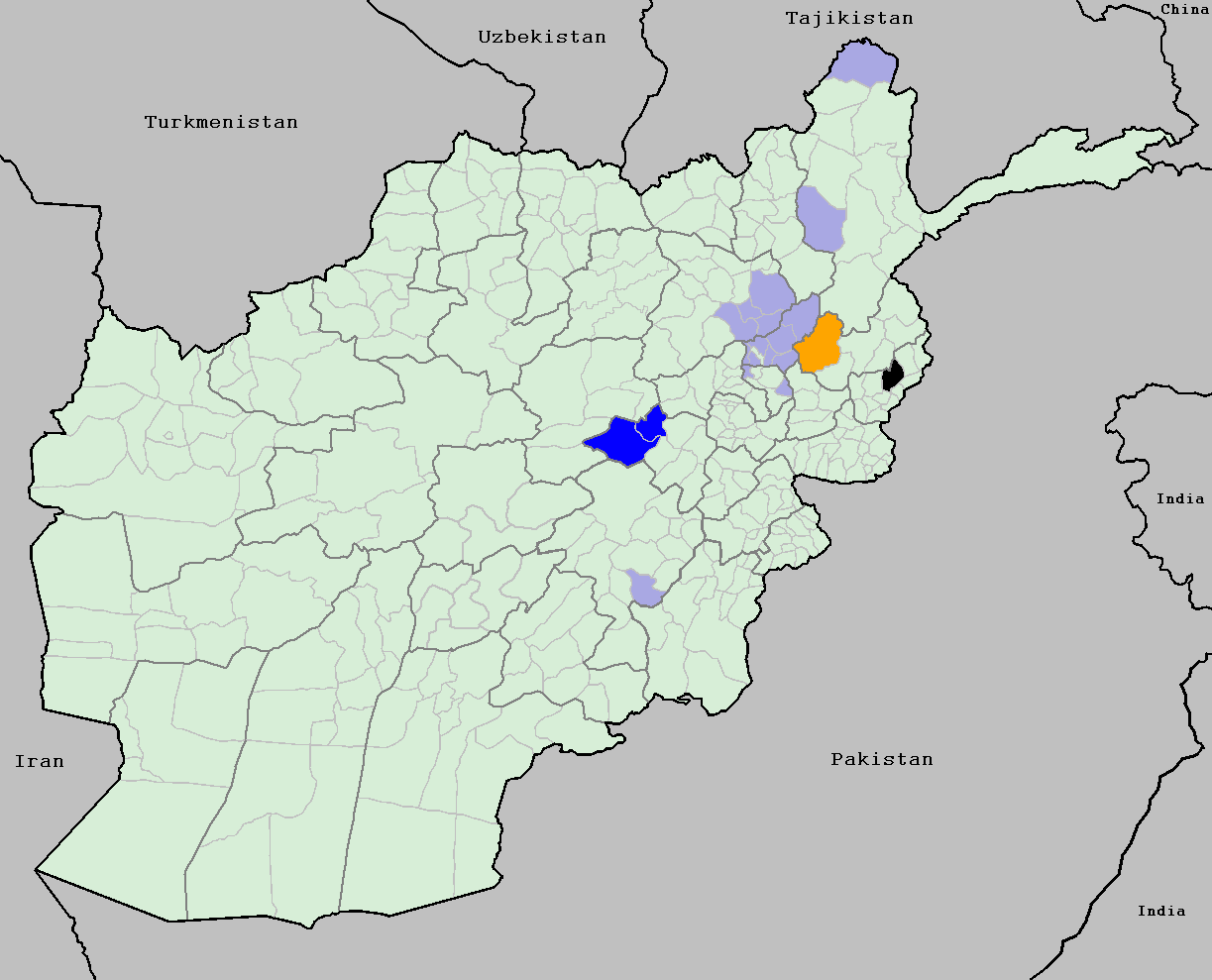
مناطق سيطرة مقاومة بنجشير على أرض الواقع(سماوي). جبهات أخرى ضد طالبان(أزرق).

تمكنت قيادة صالح، وفقًا لتقارير غير مؤكدة، من استعادة شاريكار، العاصمة الإقليمية لولاية بروان، والتي كانت خاضعة لسيطرة طالبان منذ 15 أغسطس، وأن القتال بدأ في بنجشير. صرحت تقارير غير مؤكدة في نفس الوقت تقريبًا أن من بقوا من الجيش الأفغاني بدأوا بالتجمع في وادي بنجشير بناء على طلب مسعود، ومعه وزير الدفاع بسم الله محمدي والقادة الإقليميين. استجاب المدنيون المحليون لدعواته بالاحتشاد.
ادعت مقاومة بنجشير بتاريخ 18 أغسطس، 2021، أنها مدعومة من قبل عبد الرشيد دوستم وعطا محمد نور، في الحين الذي ورد فيه أن أعضاء من مجموعة دوستم، الذين كانوا قد انسحبوا من أوزبكستان، قالوا إن 10 آلاف جندي من جنودهم يمكن أن ينضموا إلى قوات مقاومة بنجشير، ليشكلوا بذلك قوة مؤلفة من 15 ألف جندي أو أكثر. استبدل موظفو السفارة الأفغانية في طاجكستان في اليوم نفسه صور غاني في مبنى السفارة بصور صالح.
بحسب ما قاله جنود أمريكيين وبريطانيين سابقين مجهولين، بعضهم كانوا مقاولين سابقين مستقرين في أفغانستان، فإن العديد من الأفغان الذين يعيشون ويعملون خارج أفغانستان يتعاونون معًا من أجل جمع المال بهدف مساعدة المقاتلين المتركزين في بنجشير.